# Bella Bella (Campbell Island) Airport
Bella Bella (Campbell Island) Airport är en flygplats i Kanada.   Den ligger i Central Coast Regional District och provinsen British Columbia, i den sydvästra delen av landet, 3 800 km väster om huvudstaden Ottawa. Bella Bella (Campbell Island) Airport ligger 33 meter över havet. Den ligger på ön Campbell Island, i närheten av Bella Bella.